# Consell de ministres de Guinea Equatorial
El Consell de Ministres de Guinea Equatorial o Consell Ministerial, són els representants de la Cambra dels Representants del Poble que són nomenats pel president i confirmats com pels membres de la cambra.
El Consell de Ministres és presidit pel President i s'encarrega de la gestió de les operacions del govern, l'elaboració d'un pressupost i la definició de política monetària.

## Membres del Consell de Ministres
| Càrrec                                                                                  | Nom                             | Nomenament        |
|                                                                                         |                                 |                   |
| President                                                                               | Teodoro Obiang Nguema Mbasogo   | 3 d'agost de 1979 |
|                                                                                         |                                 |                   |
| Primer Ministre                                                                         | Ignacio Milam Tang              | 8 de juliol 2008  |
| Primer Viceprimer Ministre encarregat de Drets Humans                                   | Aniceto Ebiaka Mohote           | -en el càrrec     |
| Segon Viceprimer Ministre encarregat de Política Interna                                | Demetrio Elo Ndong Nsefumu      | -en el càrrec     |
| Ministres de la Presidència                                                             |                                 |                   |
| Ministre de la Presidència encarregat de Missions                                       | Alejandro Evuna Owono Asangono  | -en el càrrec     |
| Ministre de la Presidència encarregat d'Afers Polítics i Administratius                 | Carmelo Modú Acusé Bindang      | -en el càrrec     |
| Ministre de la Presidència encarregat d'Informació, Cultura i Turisme                   | Alfonso Nsue Mokuy              | -en el càrrec     |
| Ministre de la Presidència encarregat de Coordinació Administrativa i Secretari d'Estat | Fortunato Ofa Mbo               | -en el càrrec     |
| Ministres                                                                               |                                 |                   |
| Ministre de Relacions amb el Parlament i Afers Judicials del Govern                     | Angel Masie Mibuy               | -en el càrrec     |
| Ministre d'Integració Subregional                                                       | Baltasar Engonga Edjo           | -en el càrrec     |
| Ministre d'Afers Exteriors, Cooperació Internacional i Francofonia                      | Micha Ondo Bile                 | -en el càrrec     |
| Ministre de Justícia, Cultes i Institucions Penitenciàries                              | Mauricio Bokung Asumu           | -en el càrrec     |
| Ministre de l'Interior i Corporacions Locals                                            | Clemente Engonga Nguema Onguene | -en el càrrec     |
| Ministre de Defensa Nacional                                                            | Antonio Mba Nguema              | -en el càrrec     |
| Ministre de Seguretat Nacional                                                          | Manuel Nguema Mba               | -en el càrrec     |
| Ministre de Transports, Tecnologia, Correu, i Telecommunicacions                        | Enrique Mercader Costa          | -en el càrrec     |
| Ministre d'Infrastructura i Urbanització                                                | Fidel Nsue Micha                | -en el càrrec     |
| Ministre d'Economia, Comerç i Promoció Empresarial                                      | Jaime Ela Ndong                 | -en el càrrec     |
| Ministre de Planificació Econòmica, Desenvolupament, i Inversions Públiques             | Jose Ela Oyana                  | -en el càrrec     |
| Ministre de Finances i Pressupost                                                       | Marcelino Owono Edu             | -en el càrrec     |
| Ministre de Mines, Indústria, i Energia                                                 | Atanasio Ela Ntugu Nsa          | -en el càrrec     |
| Ministre d'Educació, Ciència i Esport                                                   | Cristobal Manana Ela            | -en el càrrec     |
| Ministre de Salut i Benestar Social                                                     | Antonio Martin Ndong Ntutumu    | -en el càrrec     |
| Ministre de Treball i Seguretat Social                                                  | Evangelina Oyo Ebule            | -en el càrrec     |
| Ministre d'Agricultura i Forests                                                        | Teodoro Nguema Obiang Mangue    | -en el càrrec     |
| Ministre d'Afers Socials i Promoció de la Dona                                          | Eulalia Envo Bela               | -en el càrrec     |
| Ministre de Pesca i Medi Ambient                                                        | Vicente Rodriguez Siosa         | -en el càrrec     |
| Ministre d'Informació, Cultura, i Turisme, i portaveu del govern                        | Santiago Nsobeya Efuman Nchama  | -en el càrrec     |
| Ministre del Sector Públic i Planificació Administrativa                                | Vicente Ehate Tomy              | -en el càrrec     |
| Viceministres                                                                           |                                 |                   |
| Viceministre d'Afers Exteriors. Cooperació Internacional i Francofonia                  | Jose Esono Micha                | -en el càrrec     |
| Viceministre de Justícia i Institucions Penitenciàries                                  | Salvador Ondo Nkumu             | -en el càrrec     |
| Viceministre de l'Interior i Corporacions locals                                        | Leocadio Ndong Menung           | -en el càrrec     |
| Viceministre de Defensa Nacional                                                        | Antonio Obama Ndong             | -en el càrrec     |
| Viceministre de Seguretat Nacional                                                      | Francisco Edu Ngua              | -en el càrrec     |
| Viceministre de Transport, Tecnologia i Telecomunicacions                               | Isidoro Eyi Monsuy              | -en el càrrec     |
| Viceministre d'Infrastructures i Urbanització                                           | Alejandro Micha Nsue            | -en el càrrec     |
| Viceministre d'Economia, Comerç i Promoció d'Emprses                                    | Nicasia Riloha Ebuera           | -en el càrrec     |
| Viceministre de Planificació, Desenvolupament Econòmic i Inversions Públiques           | Martin-Crisantos Ebee Mba       | -en el càrrec     |
| Viceministre de Finances i Pressupost                                                   | Estanslao Don Malavo            | -en el càrrec     |
| Viceministre de Mines, Indústria, i Energia                                             | Gabriel Mbega Obiang Lima       | -en el càrrec     |
| Viceministre d'Educació, Salut i Esports                                                | Carlos Nsue Otong               | -en el càrrec     |
| Viceministre de Salut i Benestar Social                                                 | Pedro Abaga Esono               | -en el càrrec     |
| Viceministre de Treball i Seguretat Social                                              | Jeronimo Osa Osa Ekoro          | -en el càrrec     |
| Viceministre d'Agricultura i Forests                                                    | Domingo Olomo Nve Nsang         | -en el càrrec     |
| Viceministre de Pesca i Medi Ambient                                                    | Anastasio Asumu Mum Munoz       | -en el càrrec     |
| Viceministre d'Informació, Cultura, i Torisme                                           | Purificacion Opo Barila         | -en el càrrec     |
| Viceministre of Public Sector i Planificació Administrativa                             | Salvador Mangue Ayingono        | -en el càrrec     |
| Secretaris d'Estat                                                                      |                                 |                   |
| Secretari d'Estat per Cooperació Internacional                                          | Victoriana Nchama Nsue Okomo    | -en el càrrec     |
| Secretari d'Estat per Defensa Nacional                                                  | Santiago-Mauro Nguema           | -en el càrrec     |
| Secretari d'Estat per Seguretat Nacional                                                | Julian Ondo Nkumu               | -en el càrrec     |
| Secretari d'Estat de Correus i Telecomunicacions                                        | Francisco Mba Olo Bahamaonde    | -en el càrrec     |
| Secretari d'Estat d'Habitatge i Urbanitzacions                                          | Pedro Ondo Nguema               | -en el càrrec     |
| Secretari d'Estat encarregat de Tresor i Pressupost                                     | Melchor Esono Edjo              | -en el càrrec     |
| Secretari d'Estat encarregat d'Impostos i Patrimoni Nacional                            | Montserrat Afang Ondo           | -en el càrrec     |
| Secretari d'Estat d'Energia                                                             | Miguel-Angel Ondo Angue         | -en el càrrec     |
| Secretari d'Estat de Joventut i Esports                                                 | Pedro Mabale Fuga               | -en el càrrec     |
| Secretari d'Estat per Afers Socials i Promoció de la DOna                               | Marioa Leonor Epam Birbe        | -en el càrrec     |
| Secretari d'Estat d'Informació, Cultura i Turisme                                       | Federico Abaga                  | -en el càrrec     |
| Secretari d'Estat per Treball i Seguretat Social                                        | Santiago Esua Nko               | -en el càrrec     |

Font